# Hans Georg Niemeyer
Hans Georg Niemeyer (* 30. November 1933 in Hamburg; † 5. September 2007) war ein deutscher Klassischer Archäologe.

## Leben
Nach dem Besuch der Gelehrtenschule des Johanneums in Hamburg studierte Hans Georg Niemeyer Archäologie, Klassische Philologie und Alte Geschichte in Marburg und Hamburg. Neben dem Studium absolvierte Niemeyer eine Bildhauerlehre. 1959 wurde er an der Universität Hamburg bei Ernst Homann-Wedeking mit der Dissertation Promachos. Untersuchungen zur Darstellung der bewaffneten Athena in archaischer Zeit promoviert. Darauf folgte 1959/60 das Reisestipendium des Deutschen Archäologischen Instituts, bis 1961 ein weiteres Stipendium des Deutschen Archäologischen Instituts (DAI). Anschließend wirkte Niemeyer als Assistent von Heinz Kähler an der Universität zu Köln. Während dieser Zeit habilitierte er sich 1966 zum Thema Studien zur statuarischen Darstellung der römischen Kaiser. Ab 1970 lehrte er als Wissenschaftlicher Rat und Professor. 1980 ging er als ordentlicher Professor an die Universität Hamburg, wo er bis zu seiner Emeritierung wirkte.
Hans Georg Niemeyer war Leiter der Ausgrabungen der phönizischen Kolonie Toscanos bei Torre del Mar (Vélez Málaga, Málaga, Andalusien) in Südspanien und der Untersuchung der punischen urbanen Siedlungsstruktur in Karthago in Tunesien. Von 1974 bis 1978 war Niemeyer Vorsitzender des Deutschen Archäologen-Verbandes. Zudem war er Mitglied der Akademie der Wissenschaften in Hamburg, ordentliches Mitglied des DAI und korrespondierendes Mitglied der Hispanic Society in New York, der Real Academia de la Historia in Madrid und der Commissione per gli studi Fenici e Punici der Accademia Nazionale dei Lincei in Rom.

## Schriften (Auswahl)
- Promachos. Untersuchungen zur Darstellung der bewaffneten Athena in archaischer Zeit, Hochschulschrift, Hamburg 1958 (auch 1960 beim Stiftland-Verlag Waldsassen/Bayern) (Dissertation).
- Studien zur statuarischen Darstellung der römischen Kaiser, Hochschulschrift, Köln 1966 (auch in der Reihe Monumenta artis Romanae, Band 7 im Mann-Verlag Berlin, 1968) (Habilitation).
- Einführung in die Archäologie, Wissenschaftliche Buchgesellschaft, Darmstadt 1968, 4. Auflage 1995 (Die Archäologie. Einführungen).
- Phönizier im Westen (Hrsg.), von Zabern, Mainz 1982 (Madrider Beiträge, Band 8).
- mit Rudolf Pörtner: Die großen Abenteuer der Archäologie. Andreas Verlag, Salzburg 1984.
- Das frühe Karthago und die phönizische Expansion im Mittelmeerraum, Vandenhoeck und Ruprecht, Göttingen 1989 (Veröffentlichung der Joachim-Jungius-Gesellschaft der Wissenschaften Nr. 60).
- mit Ulrich Gehrig: Die Phönizier im Zeitalter Homers. von Zabern, Mainz 1990.
- Semata. Über den Sinn griechischer Standbilder, Vandenhoeck und Ruprecht, Göttingen 1996 (Berichte aus den Sitzungen der Joachim-Jungius-Gesellschaft der Wissenschaften e. V., Hamburg, Jg. 14, H. 1).
- Karthago – die alte Handelsmetropole am Mittelmeer. Eine archäologische Grabung (mit Angela Rindelaub und Karin Schmidt), Hamburger Museum für Archäologie und die Geschichte Harburgs (Helms-Museum), Hamburg 1996.